# Сјеверна Грчка
Северна Грчка (грч. Βόρεια Ελλάδα) један је од четири грчка НУТС региона успостављена у статистичке сврхе без административних функција.
Смештена је северно од средишње Грчке и историјски — од линија Арта—Волос. Обухвата Западну Тракију, Егејску Македонију, Тесалију и Епир.